# Felix Berg
Felix Berg (* 19. Dezember 1980 in Berlin) ist ein deutscher professioneller Kletterer und Bergsteiger.
Berg zählt zu den besten Allround-Bergsteigern weltweit. Ihm gelangen vier Achttausender und sieben Siebentausender sowie schwere Klettertouren in Fels und Eis. Er arbeitet als Expeditionsleiter und Geschäftsführer für SummitClimb.

## Leben
Felix Berg begann 12-jährig im Berchtesgadener Land mit dem Klettern. Trotz der Ferne zu den Bergen von Berlin intensivierte er den Sport, während der Schulzeit an den künstlichen Anlagen der Hauptstadt, während der Ferien im Gebirge. Nach dem Abitur 2000 folgten erste Auslandsfahrten, zuerst nach Südamerika, dann in den Himalaja, und das Studium der Mathematik (Diplom 2007) und Physik. In Afrika gelangen ihm zahlreiche Erstbegehungen am Mount Poi und Mount Kenia. Mit 23 Jahren stieg Felix Berg als Expeditionsleiter auf den Mount Everest und wurde damit der erste Berliner und bis dato jüngste deutsche Besteiger.  Bei Dreharbeiten zu einem Buch von Robert Steiner wurde Felix Berg im Februar 2012 durch Steinschlag schwer verletzt. Nach der Rehabilitation folgten wieder Besteigungen hoher Berge, das Erschließen neuer Routen und Sportklettern bis 8a on sight. Dabei gelangen ihm die Achttausender Broad Peak, Cho Oyu und Gasherbrum II ohne künstlichen Sauerstoff. Den Gasherbrum II bestieg er mit Adam Bielecki über eine neue Routenvariante durch die Westwand.

## Wichtige Klettertouren und Expeditionen
- 2001: Ama Dablam, Gipfel am 12. Oktober über den SW-Grat, Nepal
- 2002: Kangchendzönga, Nordwand mit Umkehr auf 8300 m, Co-Leiter der Expedition, Nepal
- 2003: Mount Poi, Erstbegehung (Ground-up) der Eastern Groove (7b+/A1, 700 m), Kenia
- 2004: Mount Kenia, Erstbegehung am Point John (7b, 300 m), Kenia
- 2004: Mount Everest, Gipfel am 29. Mai über den Nordgrat, Co-Leiter der Expedition, Tibet
- 2005: Schwierige Mehrseillängenrouten in den Alpen, On Sight Begehungen bis zu 7c, Schweiz
- 2006: Sportklettern: On Sight bis 8a, Rotpunktbegehung von 'Theatre' (8b), Europa
- 2008: Cotopaxi, Chimborazo und Illiniza, Solobegehungen, Ecuador
- 2008: Spantik, Umkehr auf 6000 m Höhe – Rettungsaktion bei Fremdunfall, Expeditionsleiter, Pakistan
- 2009: Mount Kenia, Speedbegehung der Hauptgipfel Nelion in 56min und Bation in 1h12min, Kenia[6]
- 2009: Cholatse, Gipfel am 11. Oktober über den SW-Grat, Nepal
- 2010: Baruntse, Gipfel am 3. November über den Normalweg, Expeditionsleiter, Nepal
- 2012: Grandes Jorasses, Unfall bei Filmarbeiten[4]
- 2013: Baruntse, Gipfel am 4. November über den Normalweg, Expeditionsleiter, Nepal
- 2014: Broad Peak, Gipfel am 23. Juli über den Normalweg, Expeditionsleiter, Pakistan
- 2015: Muztagata, Pik Korschenewskaja und Pik Ismoil Somoni, Expeditionsleiter, China und Tadschikistan
- 2016: Sportklettern: On sight bis 8a, Italien und Griechenland.
- 2016: Muztagh Tower, Versuch neuer Route, Pakistan, Ama Dablam, erneute Besteigung, Expeditionsleiter, Nepal
- 2017: Tilicho Peak, Besteigung, Annapurna, Versuch neuer Route, Expeditionsleiter, Nepal
- 2017: Pik Lenin und Khan Tengri, Expeditionsleiter, Kirgistan
- 2018: Cho Oyu, Besteigung am 13. Mai[7], Expeditionsleiter, China
- 2018: Gasherbrum II, Besteigung am 16. Juli, neue Variante durch die Westwand, Expeditionsleiter, Pakistan.